# Hoàng Thị Út Lan
Hoàng Thị Út Lan là nữ chính trị gia người Việt Nam. Bà từng là Chủ tịch Ủy ban nhân dân tỉnh Ninh Thuận nhiệm kì 2004-2009. Bà hiện là Chủ tịch Hội Bảo trợ bệnh nhân nghèo tỉnh Ninh Thuận.

## Tiểu sử
Ngày 9 tháng 12 năm 2005, tại Đại hội Đại biểu Đảng bộ tỉnh Ninh Thuận lần thứ 11 nhiệm kì 2005-2010, Hoàng Thị Út Lan được bầu làm Phó bí thư Tỉnh ủy Ninh Thuận.
Hoàng Thị Út Lan là Chủ tịch Ủy ban nhân dân tỉnh Ninh Thuận nhiệm kì 2004-2009.
Tháng 4 năm 2009, bà nghỉ hưu. Kế nhiệm bà là ông Nguyễn Chí Dũng, trước đó vào đầu tháng 4 năm 2009, ông được Ban Bí thư Trung ương Đảng Cộng sản Việt Nam điều động tham gia vào Ban Chấp hành, Ban thường vụ Tỉnh ủy Ninh Thuận và giữ chức Phó Bí thư Tỉnh ủy Ninh Thuận, đồng thời giới thiệu cho Hội đồng nhân dân tỉnh Ninh Thuận bầu giữ chức Chủ tịch UBND tỉnh Ninh Thuận.

## Sau khi nghỉ hưu
Năm 2009, Hoàng Thị Út Lan là Chủ tịch Hội Bảo trợ bệnh nhân nghèo tỉnh Ninh Thuận.